# Interstate 80
Az Interstate 80 (80-as országos autópálya) az Amerikai Egyesült Államok transzkontinentális autópályái közé sorolható, ugyanis kelet–nyugat irányban átszeli az országot. Hossza több mint 4600 kilométer, és ezzel a második leghosszabb autópálya az Egyesült Államokban az Interstate 90 után. Útvonala során 11 államot érint. Ez az autópálya a kaliforniai San Francisco belvárosát köti össze a New Jersey-i Teaneck városával.

## Nyomvonala

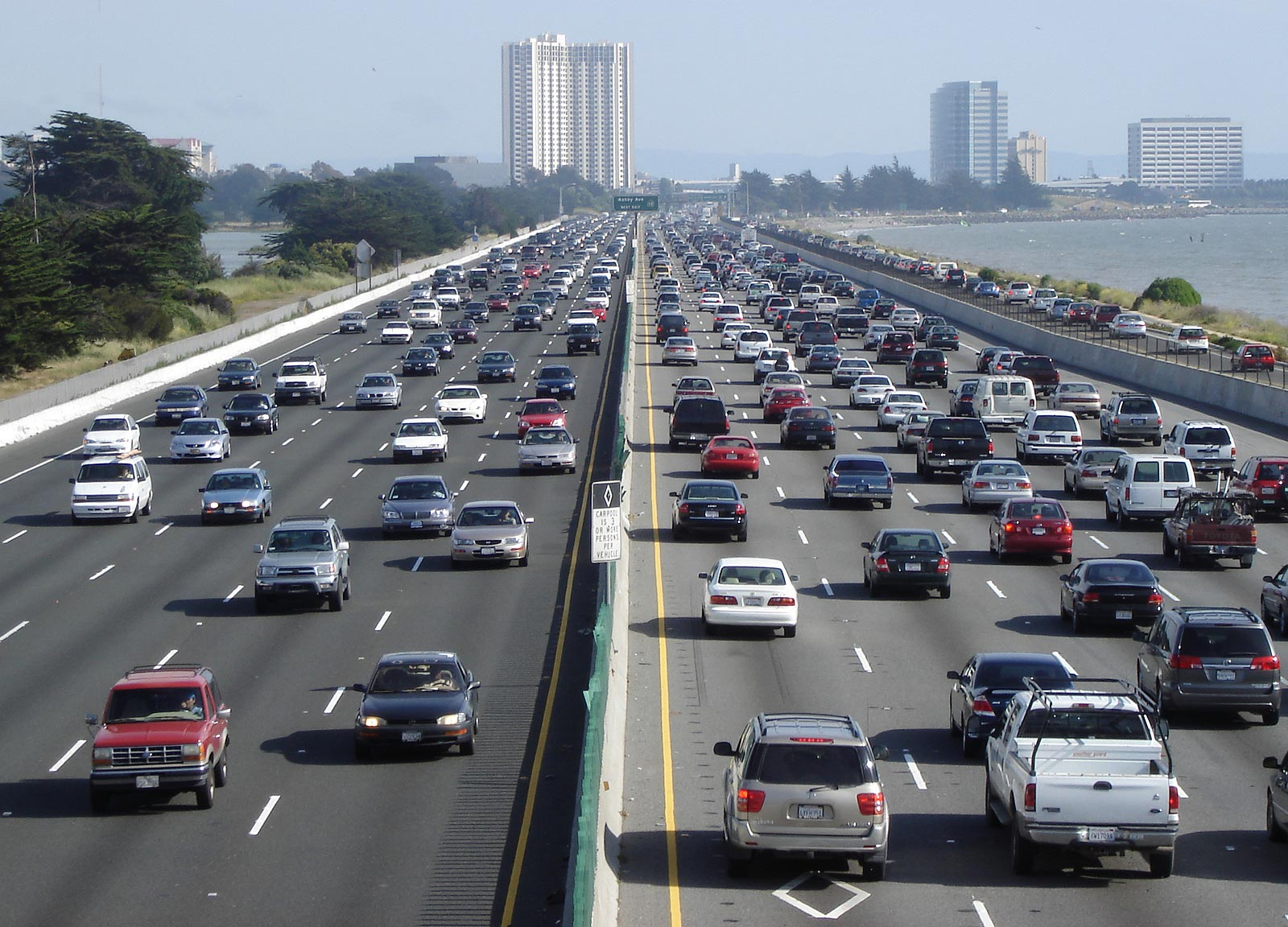
Az I-80 a San Francisco Bay Area régió egyik legfontosabb autópályája

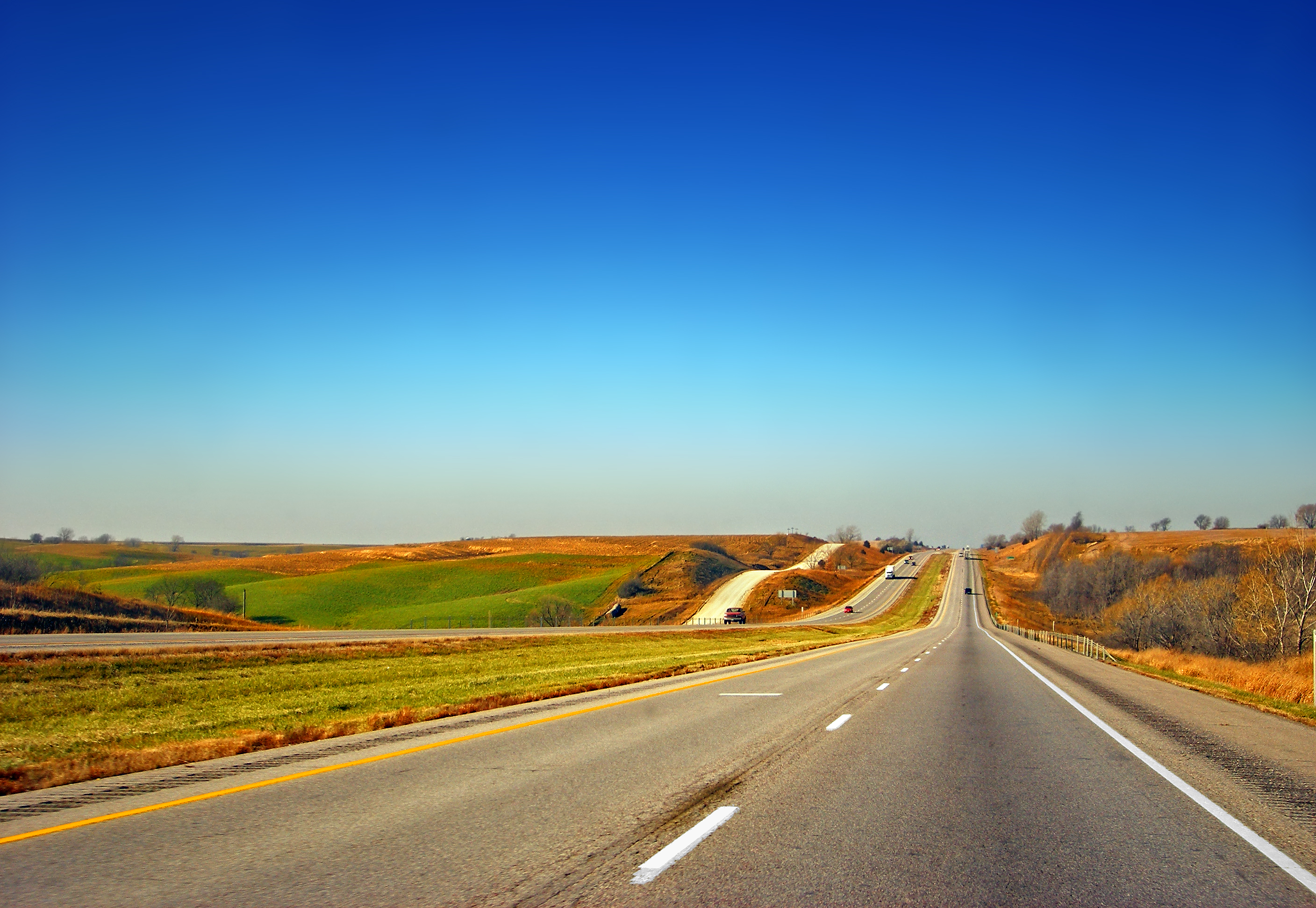
Az I-80 Iowa állam nyugati részén

| állam   | mérföld | kilométer |
| ------- | ------- | --------- |
| CA      | 199,24  | 320,65    |
| NV      | 410,67  | 660,91    |
| UT      | 196,34  | 315,98    |
| WY      | 402,76  | 648,18    |
| NE      | 455,32  | 732,77    |
| IA      | 306,01  | 492,48    |
| IL      | 163,52  | 263,16    |
| IN      | 151,56  | 243,91    |
| OH      | 237,48  | 382,19    |
| PA      | 311,07  | 500,62    |
| NJ      | 68,54   | 110,30    |
| Teljes: | 2902,51 | 4671,13   |

### Államok
- Kalifornia
- Nevada
- Utah
- Wyoming
- Nebraska
- Iowa
- Illinois
- Indiana
- Ohio
- Pennsylvania
- New Jersey

### Nagyobb városok
- San Francisco, Kalifornia
- Oakland, Kalifornia
- Reno, Nevada
- Salt Lake City, Utah
- Cheyenne, Wyoming
- Omaha, Nebraska
- Des Moines, Iowa
- Joliet, Illinois
- Gary, Indiana
- Toledo, Ohio
- Teaneck, New Jersey

### Fontosabb kereszteződések
- U.S. Route 101 - San Francisco, Kalifornia
- Interstate 5 - Sacramento, Kalifornia
- Interstate 15 - Salt Lake City, Utah
- Interstate 25 - Cheyenne, Wyoming
- Interstate 35 - Des Moines, Iowa
- Interstate 55 - Channahon, Illinois
- Interstate 65 - Gary, Indiana
- Interstate 90 - Lake Station (Indiana) és Lorain (Ohio) között
- Interstate 75 - Rossford, Ohio
- Interstate 95 - Teaneck, New Jersey

## Fordítás
- Ez a szócikk részben vagy egészben  az   Interstate 80 című angol Wikipédia-szócikk fordításán alapul.  Az eredeti cikk szerkesztőit annak laptörténete sorolja fel. Ez a jelzés csupán a megfogalmazás eredetét és a szerzői jogokat jelzi, nem szolgál a cikkben szereplő információk forrásmegjelöléseként.